# فوداكوم
مجموعة فوداكوم (بالإنجليزية: Vodacom)‏ هي شركة اتصالات متنقلة في جنوب أفريقيا، تمتلك مجموعة فودافون العالمية نسبة 64.5% من الشركة، بينما يبلغ نصيب صندوق تقاعد الموظفين التابع لحكومة جنوب أفريقيا نسبة 13.54%، وتمتلك شركة ويتفيلد للاستثمارات نسبة 6.23%، وتتوزع باقي نسب الملكية على مجموعة من المستثمرين المختلفين إضافة إلى حصص المؤسسين، تقدم خدمات اتصالات متنقلة والانترنت لأكثر من 55 مليون عميل، تبلغ القيمة السوقية للشركة حوالي 16.63 مليار دولار، طورت فوداكوم من أعمالها وعملياتها خارج جنوب أفريقيا لتشمل شبكات في تنزانيا، جمهورية الكونغو الديمقراطية، موزمبيق وليسوتو، كما أنها توفر خدمات الأعمال للعملاء في أكثر من 32 دولة أفريقية مثل نيجيريا، زامبيا، أنغولا، كينيا، غانا، ساحل العاج والكاميرون،مصر.

## التاريخ
- تأسست شركة فوداكوم سنة 1994، وتوزع هيكل ملكية الشركة بالمناصفة بين شركة الاتصالات السلكية واللاسلكية في جنوب إفريقيا تيلكوم وشركة فودافون العالمية.[3]
- في نوفمبر 2008، قامت شركة فودافون بزيادة حصتها في الشركة إلى 64.5%، أما شركة تيلكوم فطرحت نسبتها للبيع من خلال إدراجها في بورصة جوهانسبرج.[3]
- في أبريل 2011 تم إعادة تسمية الشركة باسم «فوداكوم» بشعار شركة فودافون العالمية.[4]
- في مارس 2020 أصبحت شركة فوداكوم ثاني مشغل شبكة الجيل الخامس 5G في إفريقيا، واتاحت الخدمة في البداية في جوهانسبرج، بريتوريا وكيب تاون.
- في نوفمبر 2021 أعلنت شركة فوداكوم بأنها ستشتري أسهم شركة فودافون العالمية في شركة فودافون مصر والبالغة 55% مقابل 2.74 مليار دولار أمريكي.[5][6]

## الشركات التابعة
تمتلك مجموعة فوداكوم نسب في عدد من الشركات وهي كالتالي:
| اسم الشركة                | الدولة              | نسبة ملكية فوداكوم | عدد الموظفين | عدد المستفيدين |
| ------------------------- | ------------------- | ------------------ | ------------ | -------------- |
| فوداكوم                   | جنوب أفريقيا        | 100%               | 5007         | 41,635,000     |
| فودافون مصر               | مصر                 | 55%                | 6000         | 43,000,000     |
| فوداكوم تنزانيا           | تنزانيا             | 61.6%              | 537          | 12,899,000     |
| فوداكوم الكونغو           | الكونغو الديمقراطية | 51%                | 578          | 11,821,000     |
| في إم                     | موزمبيق             | 85%                | 530          | 6,108,000      |
| فوداكوم ليسوتو            | ليسوتو              | 80%                | 209          | 1,366,000      |
| فوداكوم أفريقيا للأعمال   | نيجيريا             | 100%               | ***          | ***            |
| سفاريكوم                  | كينيا               | 34.94%             | 6477         | 33,100,000     |
| جلوبال بارتينرشيب إثيوبيا | إثيوبيا             | 6.20%              | ***          | ***            |